# Саса Скало (Л'Аквила)
Саса Скало (итал. Sassa Scalo) је насеље у Италији у округу Л'Аквила, региону Абруцо.
Према процени из 2011. у насељу је живело 225 становника. Насеље се налази на надморској висини од 669 м.